# Яковлевка (Харьковский район)
Яковлевка (укр. Яковлівка) — село,
Яковлевский сельский совет,
Харьковский район,
Харьковская область, Украина.
Код КОАТУУ — 6325185501. Население по переписи 2001 года составляет 804 (385/419 м/ж) человек.
Является административным центром Яковлевского сельского совета, в который, кроме того, входят сёла
Александровка и
Ржавец.

## Географическое положение
Село Яковлевка находится на расстоянии в 1,5 км от реки Ржавчик (левый берег).
По селу протекает пересыхающий ручей с несколькими небольшими запрудами.
На расстоянии в 1 км расположено село Александровка,
в 5 км — город Мерефа.
К селу примыкают несколько лесных массивов (дуб).

## История

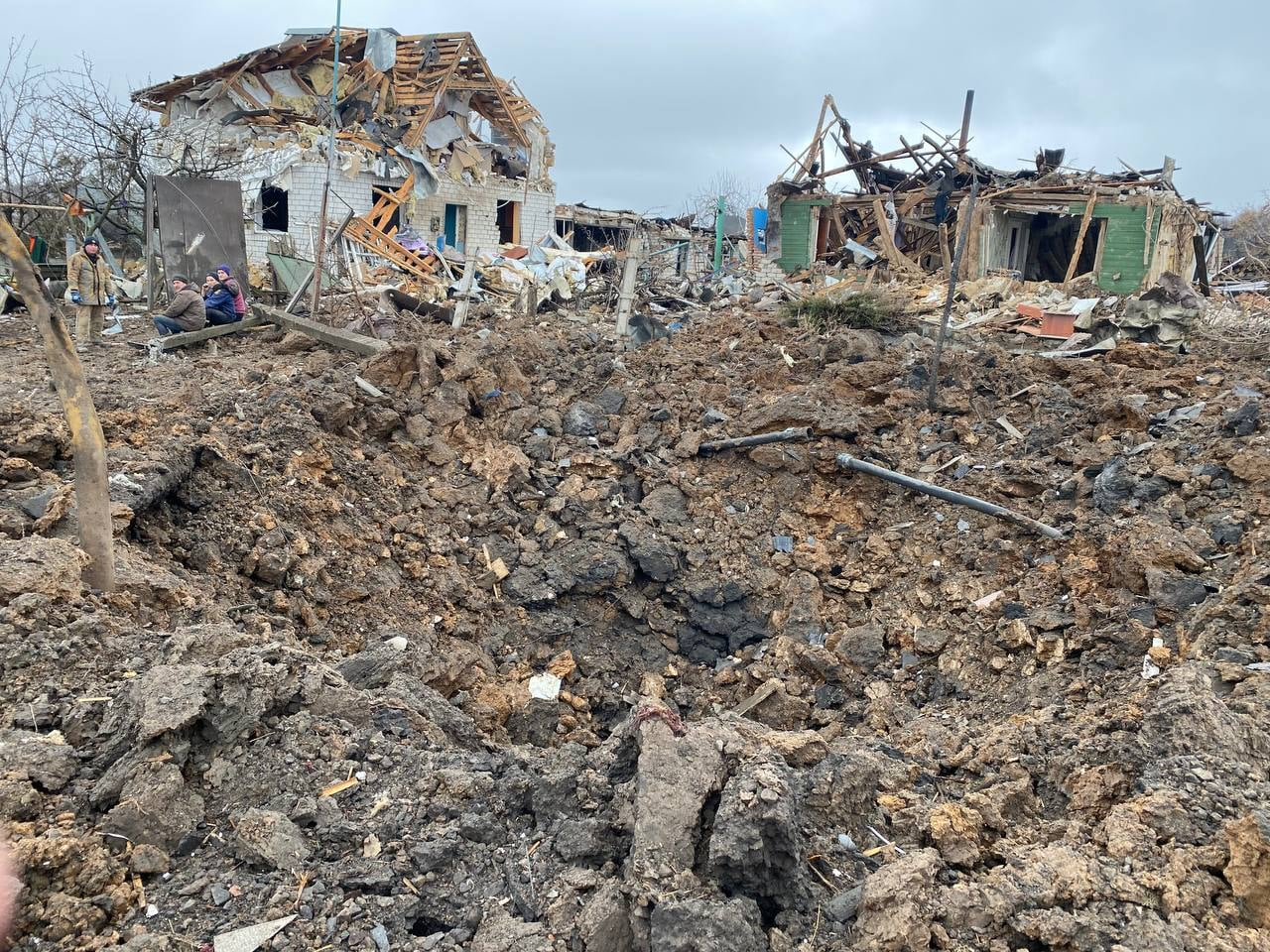
Разрушения в Яковлевке в 2022 году

- В окрестностях села обнаружено скифское городище IV—III вв. до нашей эры.
- 1773 — дата основания.
- 13 марта 2022 года посёлок был разрушен российской армией в ходе вторжения России на Украину.

## Экономика
- Молочно-товарная ферма.

## Объекты социальной сферы
- Школа.
- Клуб.

## Достопримечательности
- Братская могила советских воинов, среди которых похоронен Зорин С. П. — Герой Советского Союза. Похоронен 121 воин.

## Религия
В селе расположен деревянный храм святого праведного Богоприимца Симеона и Пророчицы Анны, построенный в 2007 году. Настоятелем храма является иерей Владимир Анатолиевич Кваша.
Официально православная община в Яковлевке была зарегистрирована 20 июля 2004 года.